# Denver Nuggets (1948–1950)
A Denver Nuggets egy profi kosárlabdacsapat volt Denverben. A Nuggets a National Basketball League-ben játszott az 1948–1949-es szezonban, majd csatlakoztak a National Basketball Associationhöz (NBA), az 1949–1950-es szezonra. A Nuggets volt az első nagy sportcsapat Coloradóban és az első NBA-franchise a Mississippitől nyugatra.
1950-ben a Nuggets egyike volt a hét csapatnak (Anderson Packers, Chicago Stags, Sheboygan Red Skins, St. Louis Bombers, Washington Capitols, Waterloo Hawks), akik elhagyták az NBA-t.
A Nuggets az 1949–1950-es szezont 15 vereséggel kezdte. Végül 11 győzelmük és 51 vereségük volt.

## Történet
A csapat gyökereit 1932-re lehet visszavezetni, mikor az eredeti amatőr Nuggets-et megalapították az Amateur Athletic Union (AAU) részeként. Jack McCracken vezetésével az ország egyik legjobb amatőr csapata voltak, megnyerve az 1937-es, 1939-es és az 1942-es AAU-bajnokságot. A csapat játékosainak a szponzorok adtak munkát a kosárlabda mellett.
Az 1947–1948-as szezont követően a Nuggets eldöntötte, hogy profi csapat lesz és elhagyja amatőr státuszát. Az National Industrial Basketball League-hez (NIBL) való csatlakozás helyett Hal Davis, a Nuggets ügyvezetője úgy döntött, hogy a National Basketball League tagjai lesznek. Az első szezonjukban utolsók lettek a nyugati csoportban.
Az 1949–1950-es szezonban a csapat az újonnan megalakult National Basketball Associationben játszott (NBA). A Nuggets-et Jimmy Darden játékos-edző vezette, aki a hadsereget a második világháború után elhagyva csatlakozott a kosárlabdaligához. A Nuggets egy szezont játszott az NBA-ben, 11 győzelmet és 51 vereséget szerezve a nyugati csoportban, majd 1950-ben megszűntek. Egy rövid időre Denver Refiners néven szerepeltek az 1950–1951-es szezonban az NPBL-ben. A szezon utolsó hat mérkőzésén Evansville Agogans néven volt ismert a csapat.

## Sikerek
- AAU Nemzeti Torna: 1937, 1939, 1942

## Szezonok
| NBL-bajnok | NBA-bajnok | Csoportgyőzelmek | Rájátszás |

| Szezon  | Liga | Csoport | Helyezés | Gy | V  | Gy%  | GB | Rájátszás | Díjak | For.  |
| ------- | ---- | ------- | -------- | -- | -- | ---- | -- | --------- | ----- | ----- |
| 1948–49 | NBL  | Nyugati | 5.       | 18 | 44 | .290 | 18 | —         | —     | [ 3 ] |
| 1949–50 | NBA  | Nyugati | 6.       | 11 | 51 | .177 | 28 | —         | —     | [ 5 ] |